# 岬多可子
岬 多可子（みさき たかこ、1967年9月17日 - ）は、日本の詩人。千葉県出身。お茶の水女子大学生活科学部食物栄養学科卒業。
1990年に第7回ラ・メール新人賞、2007年に詩集『桜病院周辺』で第37回高見順賞、2011年に詩集『静かに、毀れている庭』で第4回小野市詩歌文学賞を受賞。2021年に詩集『あかるい水になるように』で第2回大岡信賞を受賞。

## 著作

### 詩集
- 官能検査室　（1991年、思潮社）
- 花の残り　（1996年、思潮社）
- 桜病院周辺　（2006年、書肆山田）
- 静かに、毀れている庭　（2011年、書肆山田）
- 飛びたたせなかったほうの蝶々 （2015年、書肆山田）
- あかるい水になるように （2020年、書肆山田）